# Querelle Jansen
Lisette Jansen, conocida como Querelle Jansen (Róterdam, 14 de octubre de 1985) es una modelo neerlandesa. Su nombre real es Lisette Jansen; Querelle es su nombre profesional, elegido por un agente que estaba buscando una modelo que pudiese nombrar con el nombre de su personaje literario favorito, Georges Querelle, de Jean Genet.
Los rasgos andróginos de Querelle y su aura austeria le han conseguido editoriales con varias de publicaciones, incluyendo Vogue Italia y París, Numéro, i-D, Mixt(e), y V. Marc Jacobs, Burberry, Costume National, H&M, Hugo Boss, Prada, y Miu Miu la han escogido todos para sus campañas publicitarias. El extraño estilo personal que presenta en los casting inspiró la estética de Marc Jacobs para la colección de prêt-à-porter de Louis Vuitton de 2005 
Sus apariciones en la pasarela incluyen Valentino, Versace, Marc Jacobs, Louis Vuitton, Dolce & Gabbana, Chloé, Prada, Rochas, y Burberry. Su imagen ha aparecido en las portadas de la revista Zoo (Alemania) y Vogue (Rusia).
Entre los amigos de Jansen se encuentran Tasha Tilberg, Anouck Lepere, y Marta Berzkalna.